# Vîlkî, Bilopillea
Vîlkî (în ucraineană Вилки) este un sat în așezarea urbană Jovtneve din raionul Bilopillea, regiunea Sumî, Ucraina.

## Demografie
Componența lingvistică a localității Vîlkî
     Ucraineană (100%)
Conform recensământului din 2001, toată populația localității Vîlkî era vorbitoare de ucraineană (100%).